# Jérôme Chapuis
Pour les articles homonymes, voir Chapuis.
Jérôme Chapuis, né en 1977, est un journaliste français. Il dirige la rédaction du journal quotidien La Croix de 2021 à 2023. En septembre 2023, il rejoint France Info aux commandes et à l'animation de la matinale.

## Biographie
Diplômé en sciences économiques de l'université Paris-Dauphine et de l'École supérieure de journalisme de Lille, Jérôme Chapuis commence sa carrière de journaliste à la radio, d'abord à RMC, puis à Europe 1 et à RTL.
En 2019, il rejoint La Croix comme rédacteur en chef. Parallèlement, il présente, à compter de 2018, l'émission Un monde en doc, tous les week-ends sur Public Sénat.
De 2021 à 2023, il est directeur de la rédaction du journal La Croix, en lien avec Anne-Bénédicte Hoffner, directrice adjointe, et Philipe Colombet, directeur du journal.
En juin 2023, Jean-Philippe Baille, directeur de France Info, annonce qu'il rejoindra l'antenne en septembre 2023, aux commandes de la matinale, qu'il co-présentera en compagnie de Salhia Brakhlia. La matinale de la radio publique affiche une  nouvelle progression en termes d'audience à l'automne 2023,.

## Publications
- Le Naufragé : l'histoire secrète d'une descente aux enfers  (avec Benjamin Sportouch), Paris, Flammarion, 2012, 336 p. (ISBN 9782081282155)
- Les étés meurtriers : les politiques ne prennent jamais de vacances  (avec Yaël Goosz), Paris, Plon, 2011, 301 p. (ISBN 9782259212243)
- Guide à l'intention des futurs journalistes : pour réussir les concours des écoles de journalisme  (avec Pierre Tessier et Thomas Portier), Paris, SEDES, 2007, 176 p. (ISBN 9782716650045)